# Alfa Romeo Spider (916)
Der Alfa Romeo Spider der Baureihe Tipo 916 ist ein offener zweisitziger Sportwagen des italienischen Automobilherstellers Alfa Romeo, der von 1994 bis 2004 gebaut und bis 2006 verkauft wurde. Er löste den seit 1966 produzierten Spider Duetto ab. Der Spider 916 ist das Schwestermodell des im gleichen Zeitraum gebauten Coupés Alfa Romeo GTV. Der Spider basiert ebenso wie der GTV auf der werksintern Tipo Due genannten Plattform des Fiat-Konzerns und ist daher unter anderem mit dem Fiat Tipo verwandt. Die Autos wurden anfänglich bei Alfa Romeo in Arese und zuletzt bei Pininfarina in Turin gebaut. Der Spider 916 wurde bei seiner Markteinführung vor allem wegen der Umstellung von Hinterrad- auf Frontantrieb vielfach kritisch gesehen, gilt inzwischen aber als „kommender Klassiker“. Alle Varianten zusammengenommen, entstanden in 11 Jahren fast 39.000 Spider.

## Entstehungsgeschichte

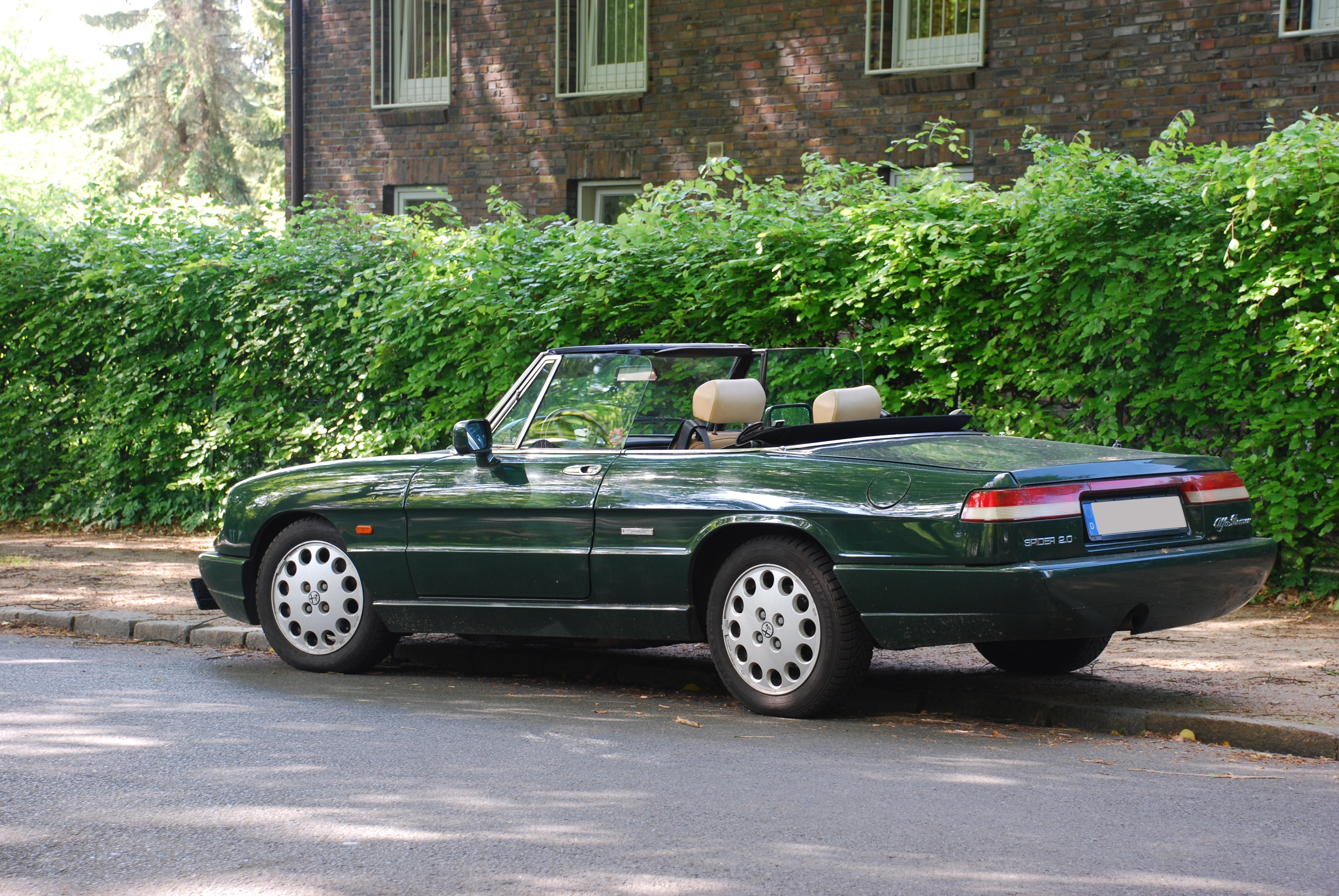
Vorgänger: Alfa Romeo Spider Duetto

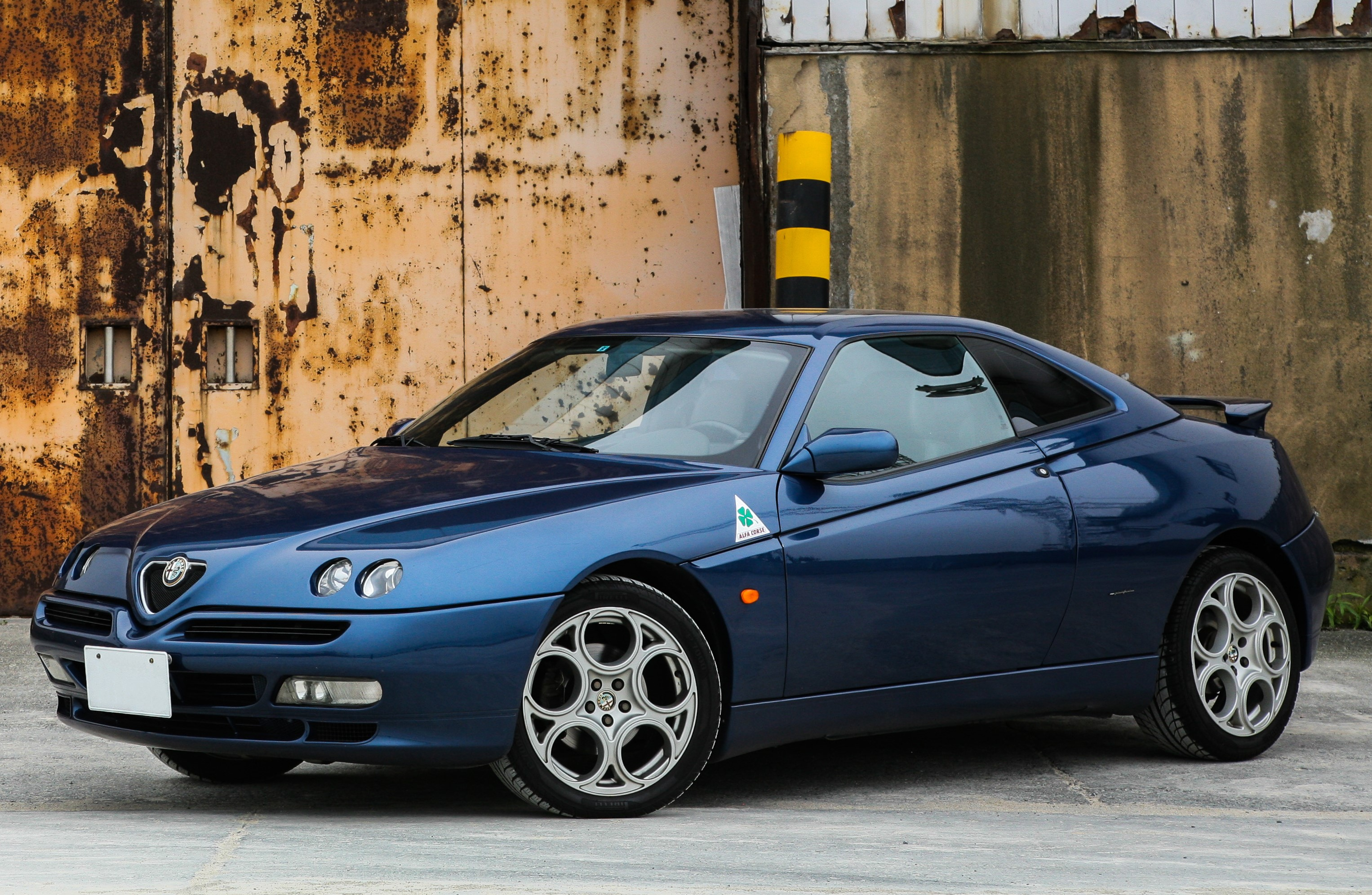
Geschlossenes Schwestermodell: Alfa Romeo GTV Tipo 916

Die Modellpalette der seinerzeit noch zum Staatskonzern IRI gehörenden Mailänder Traditionsmarke Alfa Romeo galt in den 1980er-Jahren als veraltet. Die Stufenhecklimousinen 75 und 90 waren stilistisch überarbeitete Varianten ihrer Vorgänger Giulietta bzw. Alfetta und nutzten technische Elemente, die auf die 1960er-Jahre zurückgingen. Das einzige offene Modell war in dieser Zeit der Spider (Tipo 115), der 1966 eingeführt worden war und seit 1983 in der dritten, Aerodinamica genannten Version produziert wurde. Nachdem Fiat im Herbst 1986 Alfa Romeo übernommen hatte, bemühte sich Vittorio Ghidella, der Chef von Fiats Autosparte, die Marke mit neuen Modellen attraktiver zu machen. Dem Spider sollte dabei künftig die Rolle eines Aushängeschilds zukommen. Gleichzeitig forcierte er die Einbindung Alfa Romeos in die Plattformstrategie des Fiat-Konzerns.
Im Frühjahr 1987 fiel die Entscheidung für die Entwicklung eines ganz neuen Spider und eines mit ihm verwandten Sportcoupés als Alfetta-GTV-Ersatz, die auf Fiats Tipo-Due-Plattform basieren sollten. Fiat beauftragte die Turiner Studios Bertone und Pininfarina mit der Erarbeitung von Designentwürfen. Die Entscheidung fiel frühzeitig zugunsten Pininfarinas. Im September 1987 waren die grundlegenden Entwürfe fertiggestellt, im Juli 1988 – wenige Monate vor seinem Ausscheiden aus dem Konzern – genehmigte Ghidella auf der Basis eines Tonmodells im Maßstab 1 : 1 das Design des Spiders und des Coupés. Die Entwicklung der als Tipo 916 bezeichneten neuen Schwestermodelle zog sich noch mehrere Jahre hin. Um die Zeit bis zur Serienreife der neuen Baureihe zu überbrücken, überarbeitete Alfa Romeo den klassischen Spider (Tipo 115) Ende 1989 ein weiteres – drittes – Mal. Kurz nach der Einführung dieser vierten Spider-115-Version zeigte Alfa Romeo auf dem Genfer Auto-Salon 1991 das vom Centro Stile Alfa Romeo unter Walter de Silva gestaltete Show Car Proteo, das zentrale Gestaltungsmerkmale des Tipo 916 vorwegnahm und die Öffentlichkeit auf das kommende Modell vorbereiten sollte.
Der Spider 916 debütierte zusammen mit dem Schwestermodell GTV auf dem Pariser Autosalon im Oktober 1994. Die Serienfertigung begann Ende 1994 und dauerte bis 2004. In dieser Zeit entstanden drei Baureihen des Tipo 916, die inoffiziell als Phase 1 (1993–1998), Phase 2 (1998–2003) und Phase 3 (2003–2004) bezeichnet werden. Die Phase 3 ist die seltenste Baureihe. Sie galt mit der bei ihrer Einführung fast 20 Jahre alten technischen Basis als veraltet. Die Phase 3 sollte die Zeit bis zur Serienreife eines ganz neuen Spiders überbrücken, der werksintern als Tipo 939 bezeichnet wurde, auf dem 159 aufbaute und im Sommer 2006 debütierte. Kurz vorher waren die letzten auf Halde stehenden Spider 916 abverkauft worden.

## Modellbeschreibung

### Aufbau
Der Entwurf der 916-Reihe ist eine Arbeit des Pininfarina-Designers Enrico Fumia, der 1982 bereits die Stufenhecklimousine Alfa Romeo 164 gestaltet hatte. 1988 übernahm das Centro Stile Alfa Romeo den Pininfarina-Entwurf. Alfas eigene Designer entwickelten ihn unter der Leitung von Walter de Silva zur Serienversion weiter.

#### Designgeschichte

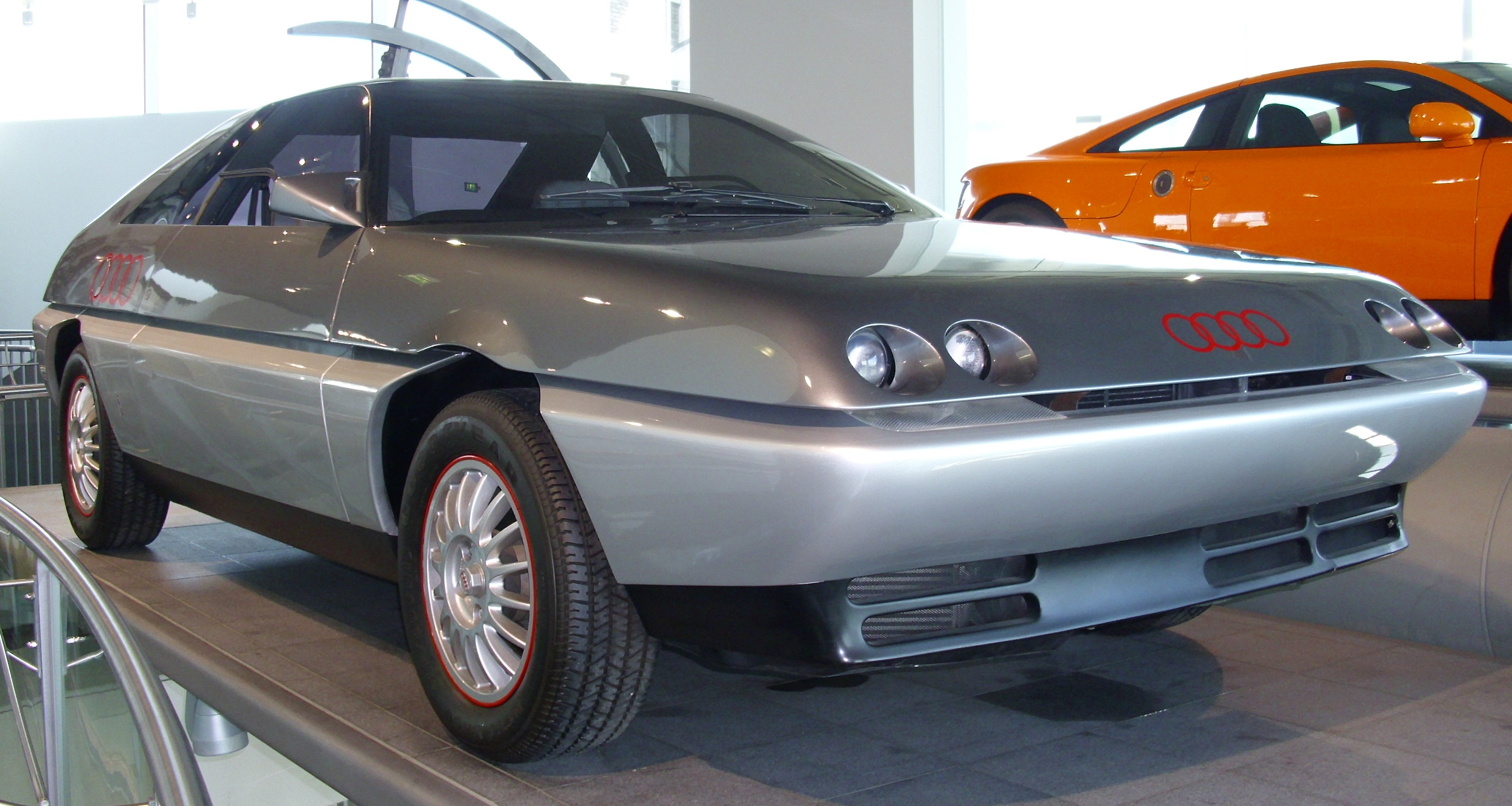
Stilistische Vorlage: Audi Quattro Quartz (1981)

Das Design des Spider 916 hat keine Bezüge zu den vorangegangenen Spider-Generationen oder sonstigen Alfa-Romeo-Modellen. Zwar hatte Alfa Romeo 1986 das von Diego Ottina gestaltete Pininfarina-Show-Car Vivace als Coupé und Cabriolet gezeigt, das bereits wesentliche Designelemente des kommenden Alfa Romeo 164 enthielt und einige Medien zu der Annahme veranlasste, der neue Spider werde eine stilistische Verwandtschaft zum 164 haben. Tatsächlich war der Vivace aber zu keiner Zeit als Grundlage des neuen Spiders vorgesehen, sondern sollte die Öffentlichkeit nur auf das Design des 164 vorbereiten.
Die Karosserie des Tipo 916 wird vielfach als eine Weiterentwicklung von Pininfarinas Show Car Audi Quattro Quartz aus dem Jahr 1981 angesehen, das Fumias erster kompletter Entwurf für Pininfarina war. Gemeinsame Designmerkmale beider Autos sind unter anderem die zurückversetzten Rundscheinwerfer, die in die Wagenflanken hineinreichende Motorhaube, ferner die breite Sicke, die die Motorhaube von den Stoßfängern trennt, und das waagerechte, über die gesamte Wagenbreite reichende hintere Leuchtenband, das seit dem 164 von 1987 ein Kernelement des Alfa-Romeo-Designs war. Fumia selbst relativierte allerdings rückblickend die Nähe zum Quattro Quartz. In einem Interview aus dem Jahr 2012 beschränkte er die Ähnlichkeiten des Alfa Romeo und des Quattro Quartz auf die Scheinwerfer; im Übrigen seien beide „völlig eigenständige Autos“.

#### Karosserie

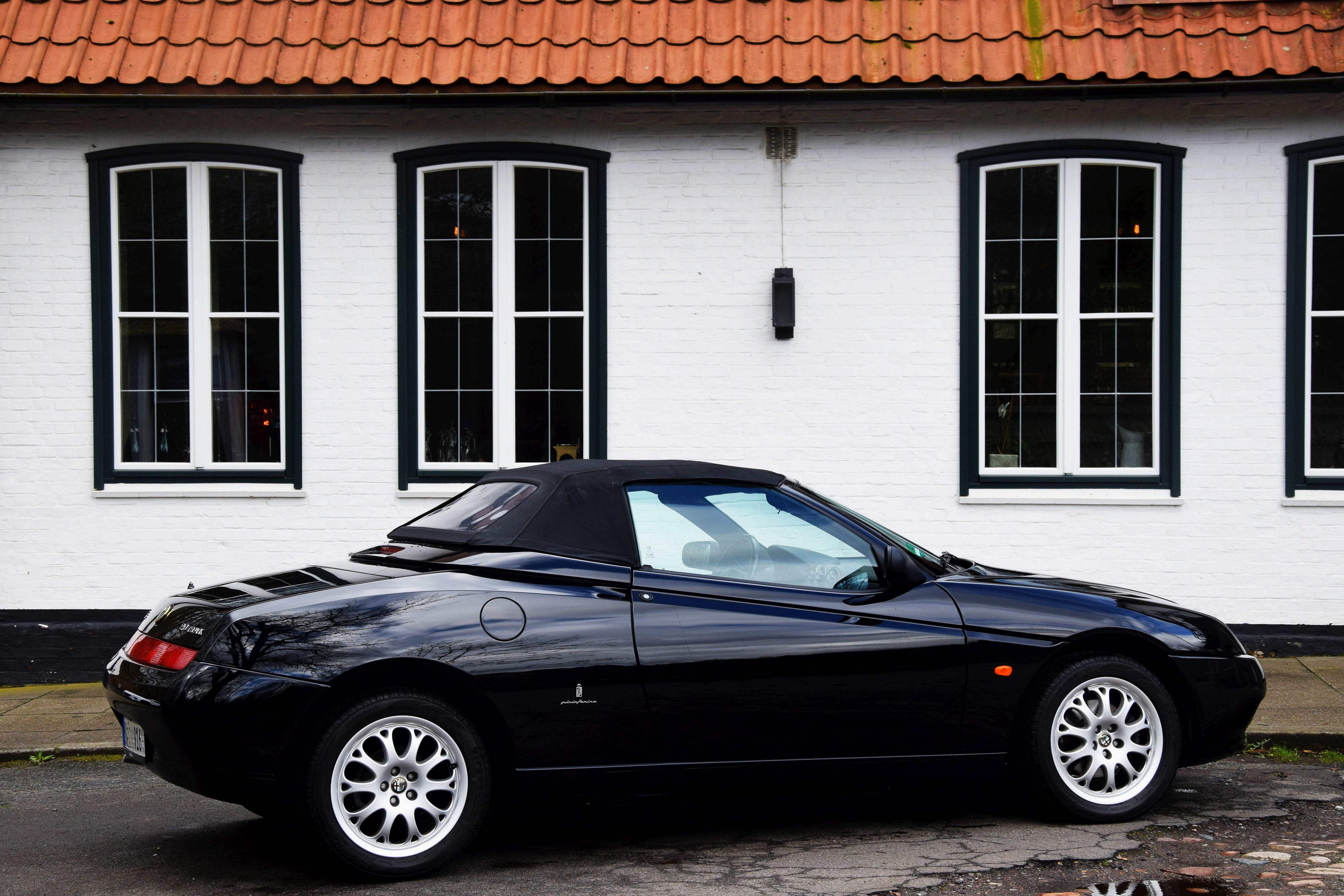
Keilförmiges Profil

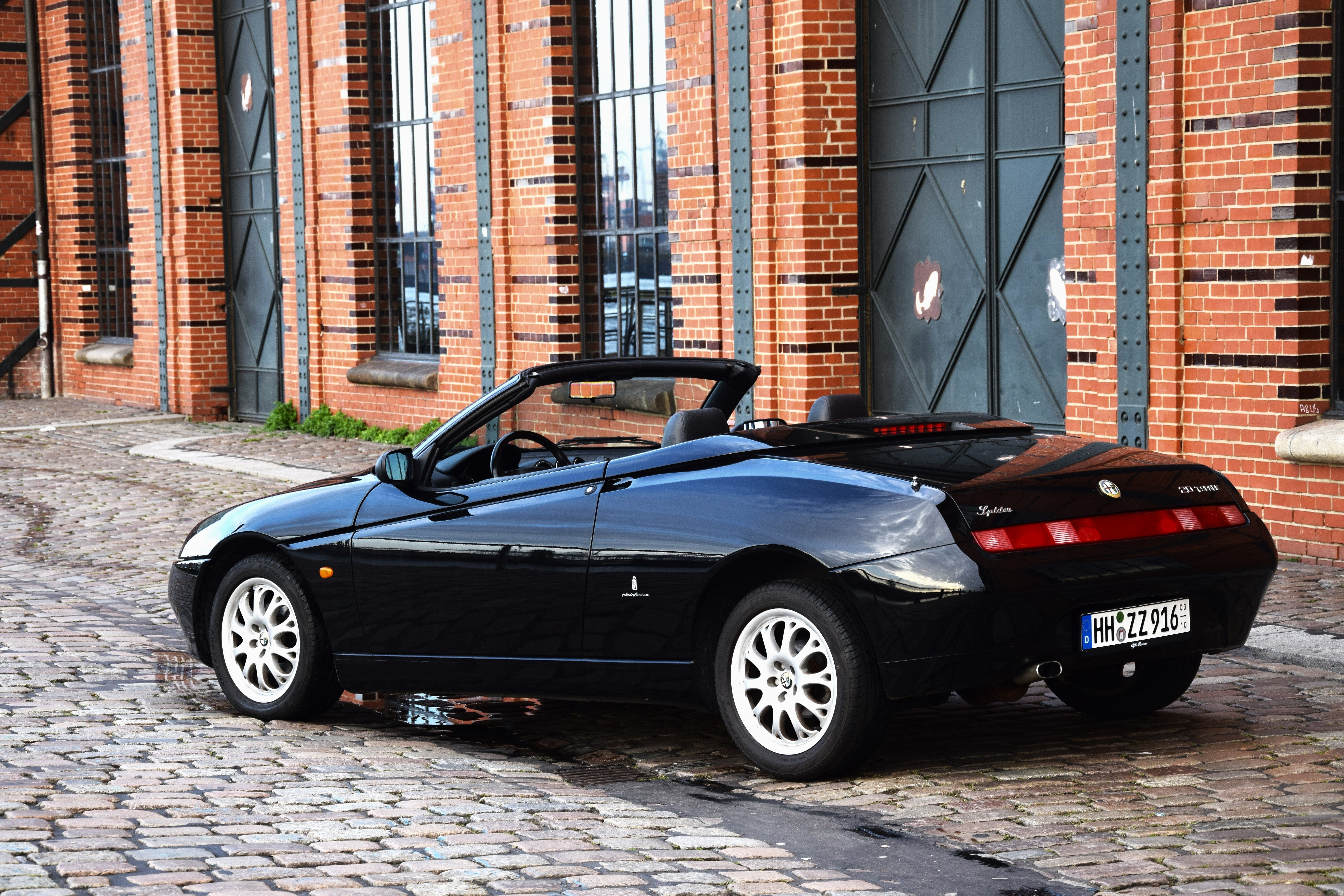
Durchgehendes Leuchtenband am Heck: Typisches Alfa-Design der 1990er-Jahre

Die Karosserie des Spider 916 wird allgemein als keilförmig beschrieben.  Dieser Eindruck entsteht vor allem durch eine Sicke an den Wagenflanken, die am vorderen Radkasten beginnt und von dort bis zum Abschluss des Dachs stark ansteigt. Die Sicke ist eine Idee, die Pininfarina bereits beim Quattro Quartz verwirklicht hatte; dort verläuft sie allerdings waagerecht. Die Gürtellinie des Spiders folgt dem Verlauf der Sicke. Gleiches gilt für die Fuge zwischen dem hinteren Kotflügel und dem hinteren Stoßfänger.
Die große einteilige Motorhaube ist aus Kunststoff; das Material wurde vor allem wegen der unproblematischen Verarbeitungsmöglichkeit gewählt. Sie ragt weit in die Wagenflanken hinein. Auf jeder Seite lässt sie vorn zwei kreisförmige Öffnungen für die Scheinwerfer. Die Leuchten selbst sind fest montiert und schwenken beim Öffnen der Motorhaube nicht nach oben. In der Mitte der Motorhaube ist Alfa Romeos Scudetto positioniert, das unten in den Stoßfänger hineinragt bzw. die Stoßstange durchbricht (Phase 3). In den Stoßfängern befinden sich bei den Baureihen 1 und 2 auf beiden Seiten des Scudetto schmale waagerechte Lufteinlässe; für die dritte Baureihe sind die Einlässe in den unteren Bereich des Stoßfängers verlegt. Die rahmenlosen Türen sind die gleichen wie die des GTV. Der Spider hat ebenso wie der GTV keine ausgeformten Türgriffe. Stattdessen gibt es jeweils einen Druckkopf in der Tür zur Entriegelung sowie eine Vertiefung in der seitlichen Sicke, in die ein Finger eingeführt werden kann, um die entriegelte Tür aufzuziehen.
Der Spider hat ein kurzes Stufenheck. Anders als beim GTV, bei dem eine Abrisskante vorgesehen ist, fällt der Kofferraumdeckel beim Spider nach hinten ab. Einige Quellen sehen darin ein Zitat der Linienführung der ersten Spider-115-Version (Osso di Seppia). Am Heckabschluss befindet sich ein schmales, über die ganze Wagenbreite reichendes Leuchtband, das die Blinker, die Bremslichter, die Schlusslichter, die Rückfahrscheinwerfer und die Nebelschlussleuchten enthält. Der Spider und der GTV haben jeweils das gleiche Leuchtband. Das Kofferraumschloss ist unter dem runden Alfa-Romeo-Wappen auf dem Kofferraumdeckel versteckt, das zur Seite gedreht werden kann.
Der Spider wird allgemein als verwindungsfreudig kritisiert. Der Aufbau des GTV ist 64 % steifer als der des Spiders.

#### Verdeck

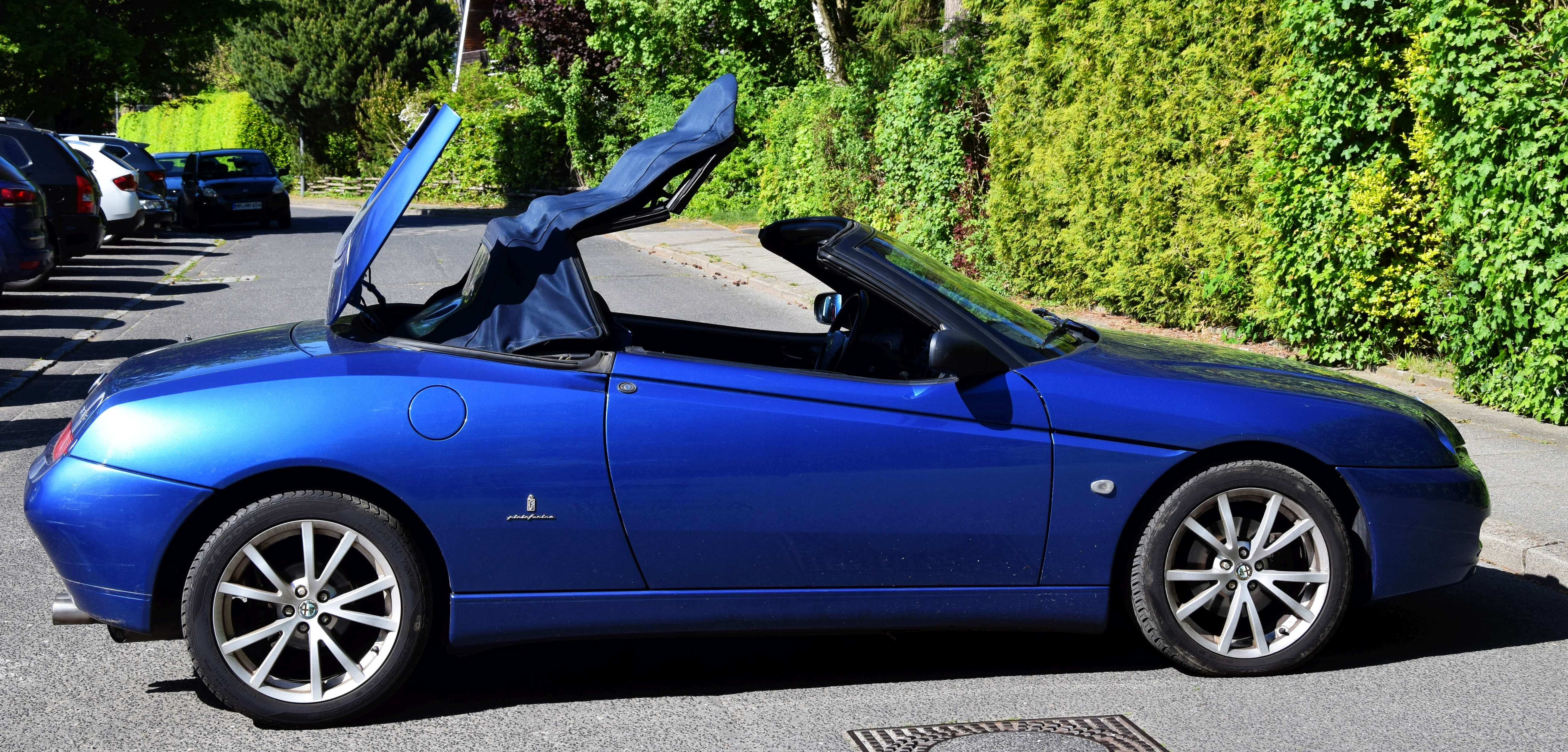
Elektrohydraulisch betätigtes Verdeck beim Spider Phase 3

Das faltbare Verdeck ist mit Stoff bezogen. In der ersten Baureihe (Phase 1) war es wahlweise in Schwarz oder Beige erhältlich, in den späteren Baureihen (Phase 2 und 3) in Schwarz oder Blau. Das Verdeck schließt seitlich unmittelbar an die Fenster der Türen an. Die Heckscheibe besteht aus flexiblem PVC. In zusammengeklapptem Zustand ist das Verdeck in einem Abteil hinter den Sitzen untergebracht und wird von einer in Wagenfarbe lackierten Kunststoffklappe abgedeckt. Serienmäßig ist der Klappmechanismus von Hand zu betätigen, gegen Aufpreis (bzw. ab Werk bei einigen Sonderserien) war ein elektrohydraulischer Mechanismus erhältlich, der nur im Stand und bei angezogener Handbremse funktioniert. Zeitweise gab es ein Kunststoffhardtop, das der Form des Stoffverdecks angepasst ist.

#### Innenraum

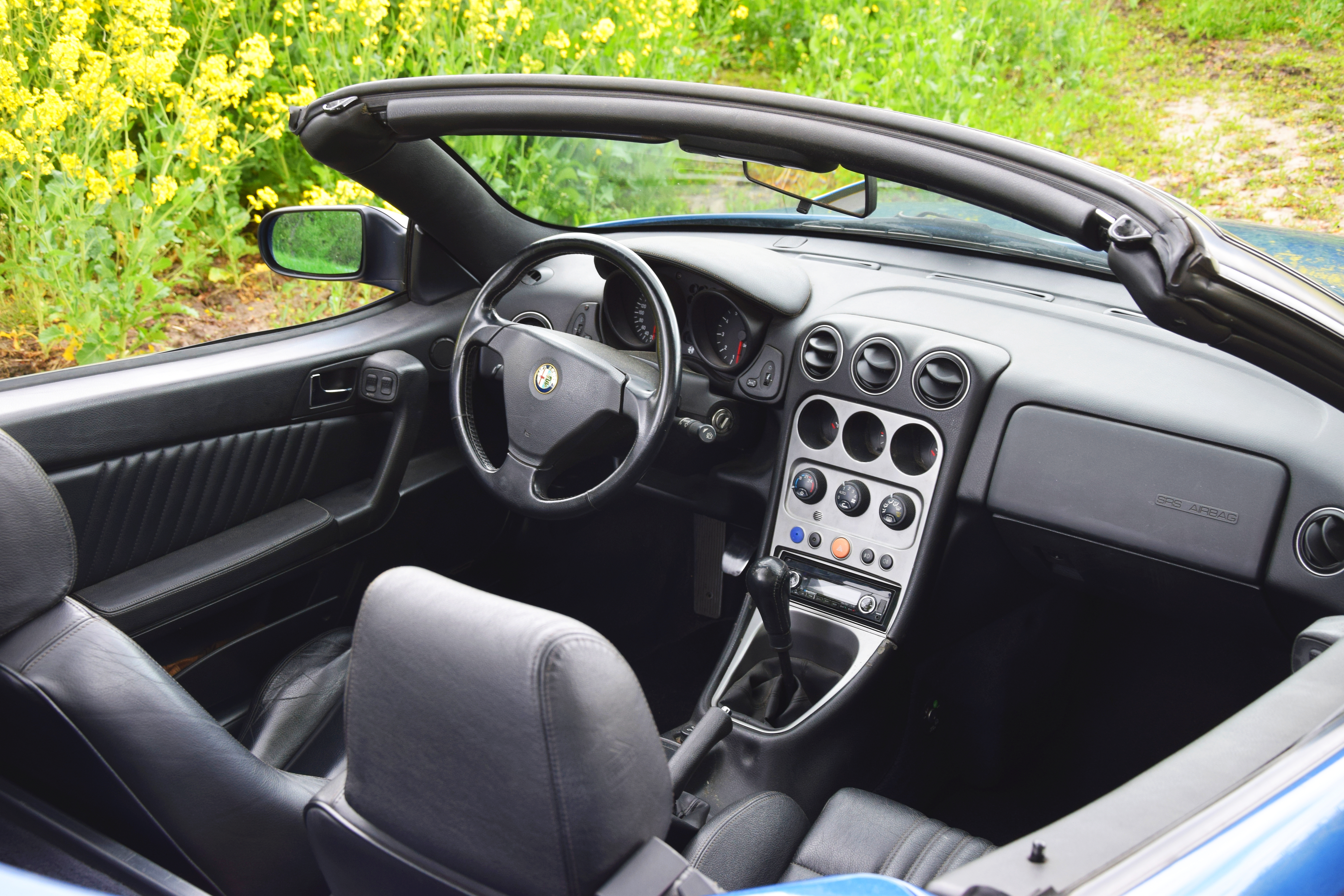
Interieur eines Phase-3-Spider

Der Spider ist ein Zweisitzer. Im Gegensatz zum geschlossenen Schwestermodell GTV hat er hinter dem Fahrer- und Beifahrersitz keine Notsitze. Stattdessen ist ein verschließbares Abteil für kleines Gepäck untergebracht; darin befindet sich auch die Batterie. Die obere Seite des Abteils ist als Ablage gestaltet.
Die Form des Instrumententrägers wurde von Alfa Romeos Designern gestaltet; ein Pininfarina-Entwurf, der sich konzeptionell an die Innenraumgestaltung des Fiat Coupé anlehnte, erhielt keine Zustimmung im Alfa-Management. Der Instrumententräger greift „nostalgische Gestaltungselemente“ auf; einige Autoren erkennen darin „typisch italienischen Stil“. Das gilt vor allem für die zwei Kunststoffröhren, in denen die Anzeigen für Geschwindigkeit und Motordrehzahl untergebracht sind. Sie greifen die „Cassata-Schalen“ der Coda-Tronca-Generation des Spider 115 auf. Die Anzeigen sind überwiegend analog, allerdings gibt es einen digitalen Kilometerzähler und ein grafisches Display, das gegebenenfalls vor einzelnen Fehlfunktionen warnt. Der Instrumententräger ist serienmäßig mit schwarzem Kunststoff überzogen; gegen Aufpreis konnte bei den Phase-2- und Phase-3-Modellen auch ein roter und ein blauer Instrumententräger bestellt werden. Teilweise wurde das Material als billig wirkend kritisiert. Die Mittelkonsole ist für jede der drei Baureihen eigenständig gestaltet. Ab der Phase 2 sind die mittleren Lüftungsauslässe nicht mehr als zwei waagerechte Einheiten gestaltet, sondern als drei runde Öffnungen mit drehbaren Verschlüssen; außerdem ist die Mittelkonsole mattsilbern verkleidet. Einzelne Schalter wie etwa die Betätigungsknöpfe für die Lüftung sind die gleichen wie im zeitgenössischen Maserati 3200 GT. Bei den Modellen der Phase 3 sind einzelne Knöpfe neu gestaltet. Die Sitze und Seitenteile der Türen sind serienmäßig mit Stoff bezogen, gegen Aufpreis war auch eine Lederausstattung erhältlich.

### Fahrwerk
Der GTV und der Spider der 916-Reihe verwenden die Bodengruppe Tipo Due. Sie haben den gleichen Radstand wie die ebenfalls auf dieser Plattform aufbauenden Kompaktlimousinen Fiat Tipo, Lancia Delta und Alfa Romeo 145 und ihre Stufenheckableger. Die vordere Radaufhängung mit MacPherson-Federbeinen und Dreiecksquerlenkern stimmt mit der des Alfa Romeo 155 überein. Hinten ist eine Mehrlenkerachse eingebaut. An allen vier Rädern sind Scheibenbremsen installiert, die bei den Sechszylindermodellen größer dimensioniert sind als bei den Vierzylindern. Ein Antiblockiersystem von Bosch gehört ebenfalls zur Serienausstattung.

### Antrieb
Alle Versionen des Spider 916 haben vorn quer eingebaute Motoren, die über handgeschaltete Getriebe die Vorderräder antreiben.

#### Frontantrieb
Die Frontantriebsauslegung des Spiders war eine unmittelbare Folge der Ableitung des Tipo 916 von der Tipo-Due-Plattform. Sie ist ein Bruch mit der Tradition; alle bisherigen Spider wie auch deren Vorgänger Giulia und Giulietta hatten Hinterradantrieb. Die Neuausrichtung wurde in der zeitgenössischen Presse anfänglich teilweise kritisch besprochen; einige Autoren befürchteten einen Verlust des Fahrspaßes. Überwiegend gilt die Antriebstechnik allerdings als gelungen. Das Fahrwerk wird als gut ausbalanciert beschrieben.

#### Motoren

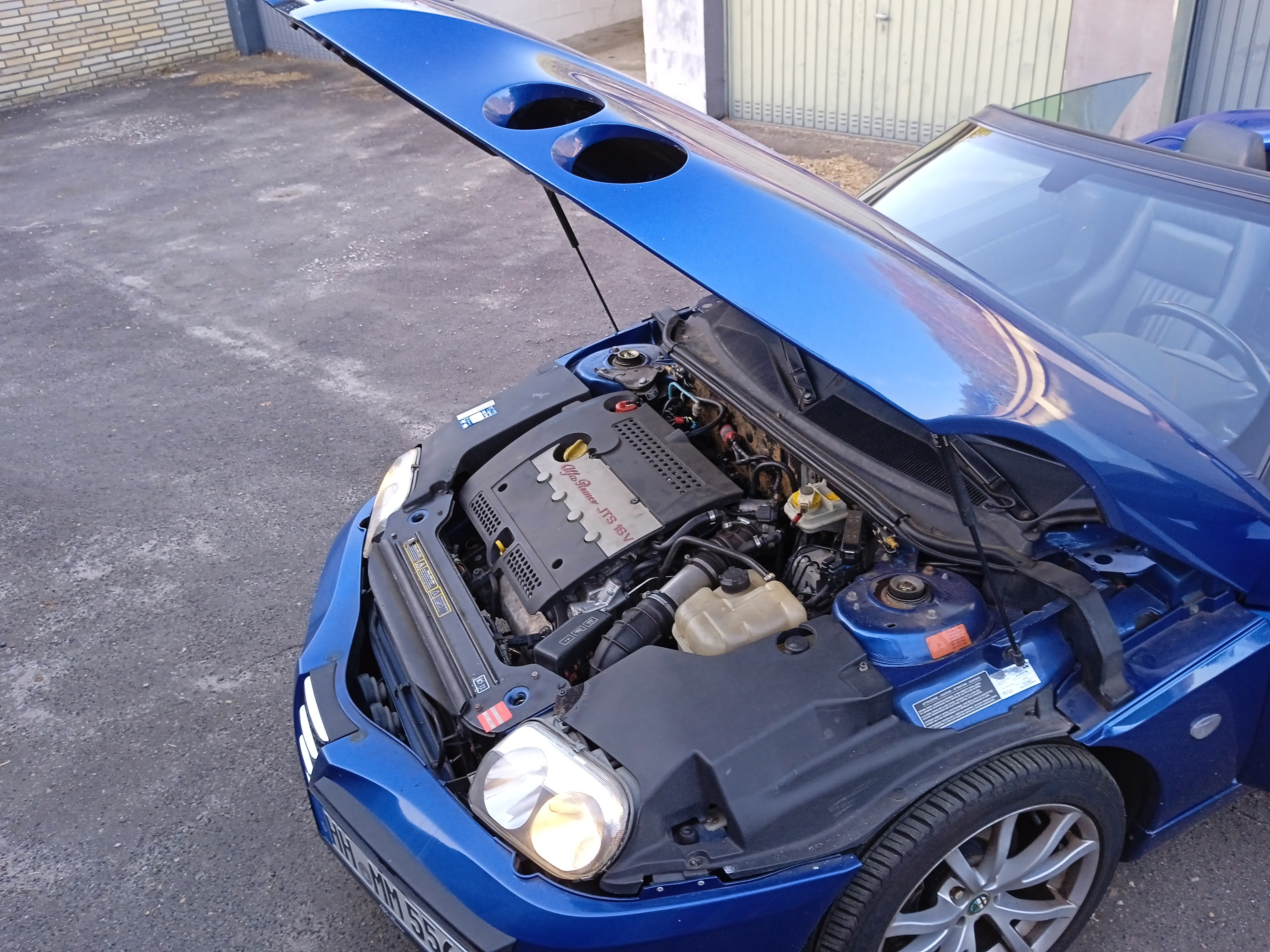
2.0-JTS-Motor in einem Spider Phase 3

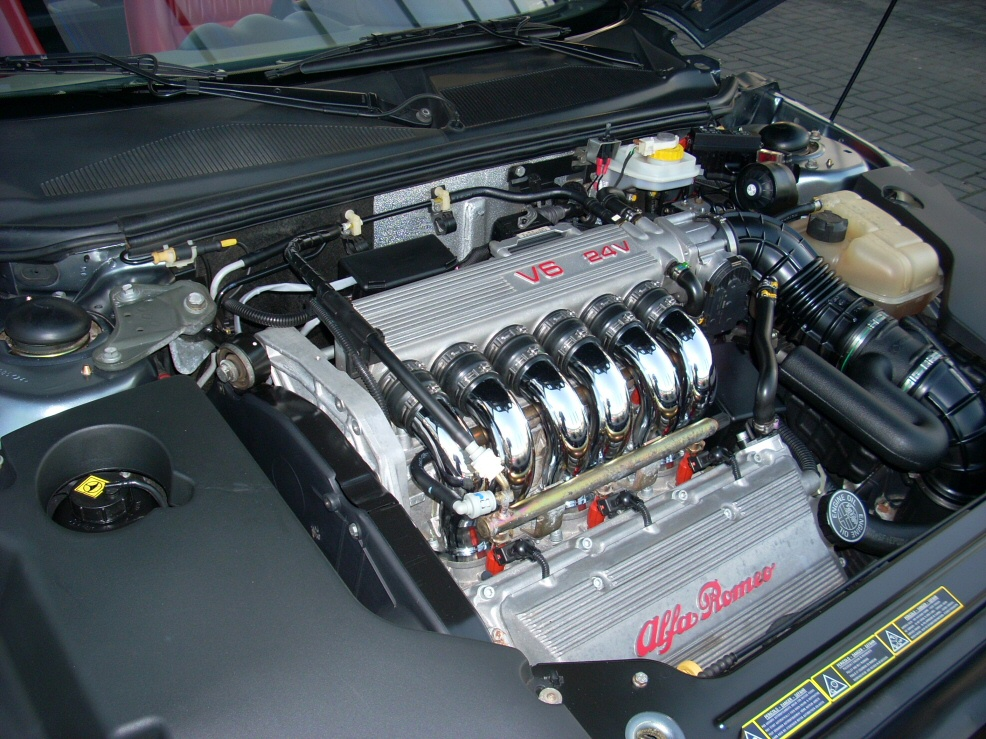
Alfas Busso-Motor mit 3,0 Liter Hubraum und 24 Ventilen

Für den Spider bot Alfa Romeo verschiedene Ottomotoren mit vier und sechs Zylindern an. Dieselmotoren, die ab 2006 bei der dritten Spider-Generation eine große Rolle spielten, gab es beim 916-Spider noch nicht.
- Basismotorisierung war ein Reihenvierzylindermotor mit Doppelzündung (Twin Spark) aus Fiats Pratola-Serra-Reihe. Der Zylinderkopf ist eine Alfa-Romeo-Konstruktion. Der Motor hat zwei obenliegende Nockenwellen mit variabler Steuerung der Einlassventile. Über den gesamten Produktionszeitraum war eine 2,0 Liter (1970 cm³) große, mit zwei Ausgleichswellen ausgestattete Version dieses Motors erhältlich (2.0 TS), dessen Leistung in der ersten Serie 110 kW (150 PS) und bei den ab Mai 1998 gebauten Autos 114 kW (155 PS) beträgt. Zu Beginn der zweiten Baureihe gab es von 1998 bis 2000 außerdem eine kleinere Variante mit 1,8 Liter (1747 cm³) Hubraum und einer Leistung von 106 kW (144 PS), die keine Ausgleichswellen hat (1.8 TS).[36]
- Mit der Einführung der dritten Baureihe des Spiders 2003 kam zusätzlich ein 2,0 Liter (1970 cm³) großer Reihenvierzylindermotor mit einer Benzindirekteinspritzung ins Programm (2.0 JTS). Anders als die Twin-Spark-Motoren hat er nur eine Zündkerze pro Zylinder. Die Motorleistung liegt bei 122 kW (166 PS).
- Die Spitzenmotorisierung bilden verschiedene Ausführungen von Alfa Romeos Sechszylinder-V-Motor, der auf eine Konstruktion von Giuseppe Busso zurückgeht. Der Busso- oder Arese-Motor hat einen Zylinderbankwinkel von 60 Grad und einen Zylinderblock aus Aluminium. In der ersten Baureihe und in den ersten Modellen der zweiten Baureihe kommt eine Version mit 3,0 Liter (2959 cm³), je einer obenliegenden Nockenwelle pro Zylinderreihe und zwei Ventilen pro Zylinder zum Einsatz, die 141 kW (192 PS) leistet. Ab 2000 wurde er durch eine gleich große Version mit zwei obenliegenden Nockenwellen pro Zylinderbank und vier Ventilen pro Zylinder (3.0 V6 24V) ersetzt, die bereits seit 1993 die Spitzenmotorisierung im Alfa Romeo 164 darstellte und im Tipo-916-GTV bereits seit Juli 1996 erhältlich war. Die Motorleistung dieser Variante beträgt 160 kW (218 PS). Mit der Einführung der dritten Baureihe 2003 nahm Alfa Romeo schließlich eine Version des Sechszylindermotors mit auf 3,2 Liter (3179 cm³) angehobenem Hubraum und 176 kW (240 PS) ins Programm, die auf den meisten Märkten die 3,0-Liter-Variante ersetzte; auf einigen Märkten – darunter Frankreich – wurden allerdings beide Sechszylindermotoren nebeneinander angeboten.
- Eine Sonderstellung nimmt der 2,0 V6 Turbo ein, der von 1995 bis 2000 beim Spider vorrangig auf dem italienischen Markt angeboten wurde. Er ist eine im Hubraum auf 1996 cm³ reduzierte Version des Busso-Sechszylinders, die zur Leistungssteigerung mit einem Turbolader ausgestattet wurde. Die Leistung beträgt 147 kW (200 PS). Eine entsprechende Motorisierung, die auf die italienische Steuergesetzgebung zurückzuführen ist, bot Alfa Romeo auch in den zeitgenössischen Limousinen an.

Übersicht:
| Modell      | Zylinder | Hubraum  | Leistung                     | Drehmoment          | Bauzeit                         |
| ----------- | -------- | -------- | ---------------------------- | ------------------- | ------------------------------- |
| 1.8 TS      | 4        | 1747 cm³ | 106 kW (144 PS) bei 6500/min | 169 Nm bei 3500/min | 05.1998–09.2000                 |
| 2.0 TS 16V  | 4        | 1970 cm³ | 110 kW (150 PS) bei 6300/min | 181 Nm bei 3800/min | 09.1994–05.1998 10.2000–12.2004 |
| 2.0 TS 16V  | 4        | 1970 cm³ | 114 kW (155 PS) bei 6400/min | 187 Nm bei 3500/min | 05.1998–09.2000                 |
| 2.0 JTS     | 4        | 1970 cm³ | 122 kW (166 PS) bei 6400/min | 206 Nm bei 3250/min | 04.2003–12.2004                 |
| 2.0 V6 TB * | 6        | 1996 cm³ | 147 kW (200 PS) bei 6000/min | 271 Nm bei 2400/min | 05.1995–09.2001                 |
| 3.0 V6 12V  | 6        | 2959 cm³ | 141 kW (192 PS) bei 5600/min | 260 Nm bei 4400/min | 1993–09.2000                    |
| 3.0 V6 24V  | 6        | 2959 cm³ | 160 kW (218 PS) bei 6300/min | 265 Nm bei 5000/min | 10.2000–04.2003                 |
| 3.2 V6 24V  | 6        | 3179 cm³ | 176 kW (240 PS) bei 6200/min | 289 Nm bei 4800/min | 04.2003–12.2004                 |

*nicht auf dem deutschen Markt.

#### Getriebe
Die Kraftübertragung übernimmt in den meisten Fällen ein handgeschaltetes Fünfganggetriebe. Lediglich der 3,0 V6 24 und der 3,2 V6 24 haben ein Sechsganggetriebe.

### Sicherheitsmerkmale
Die Tipo-Due-Plattform wurde für den GTV und den Spider mit dem Ziel überarbeitet, die Steifigkeit und Sicherheit zu erhöhen. Zugleich gab die Unternehmensleitung vor, dass der Tipo 916 die US-amerikanischen Crashtests bestehen musste. Die seitlichen Schweller zwischen den Radkästen sind verstärkt und höher als bei den anderen Tipo-Due-Ablegern. In die Türen sind bei den bis 1998 produzierten Fahrzeugen zwei Streben als Aufprallschutz integriert; die jüngeren Modelle haben nur eine integrierte Strebe. Die Vorderradaufhängung ist so konstruiert, dass sie im Fall eines Aufpralls Energie absorbiert. Fahrer- und Beifahrerairbag gehörten in allen Modelljahren bei allen Varianten zur Serienausstattung.

## Die einzelnen Baureihen
Vom Spider 916 entstanden drei Baureihen, die in der Literatur vielfach als Phase 1, Phase 2 und Phase 3 bezeichnet werden. Einzelne Phasen werden noch einmal unterteilt.

### Phase 1

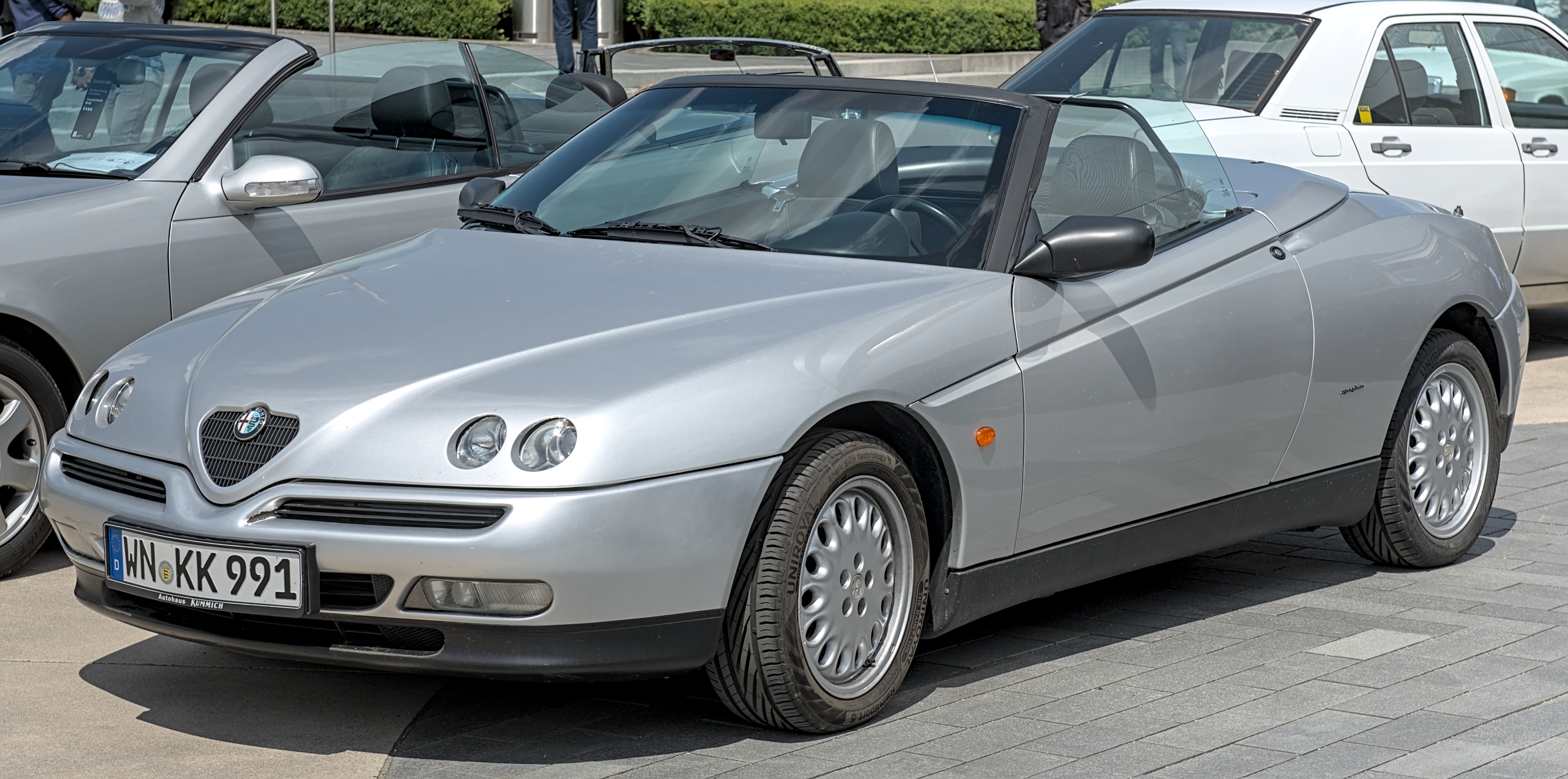
Alfa Romeo Spider Phase 1

Die erste Baureihe des Spider 916 wurde von 1994 bis April 1998 produziert. Äußerlich erkennbar ist sie an einem schwarz eingefassten Scudetto an der Frontpartie ohne Chromumrandung und einen gitterförmigen Einsatz im Scudetto sowie schwarz lackierten seitlichen Schwellern. Im Spider dieser Generation sind ausschließlich der 2,0 Liter große Twin-Spark-Vierzylinder und der 3,0-Liter-Sechszylindermotor mit 12 Ventilen erhältlich; die Vierventil-Version des Busso-V6, die schon seit 1996 im GTV erhältlich war, gab es im Spider der Phase 1 nicht. Der Spider 2.0 Twin Spark war das Basismodell, darüber war der 3.0 V6 positioniert. Beide Varianten konnten durch eine „L“-Ausstattung (für Lusso = Luxus) aufgewertet werden; hierzu gehörten unter anderem Ledersitze, Leichtmetallfelgen und eine Klimaanlage.

### Phase 2 und 2b

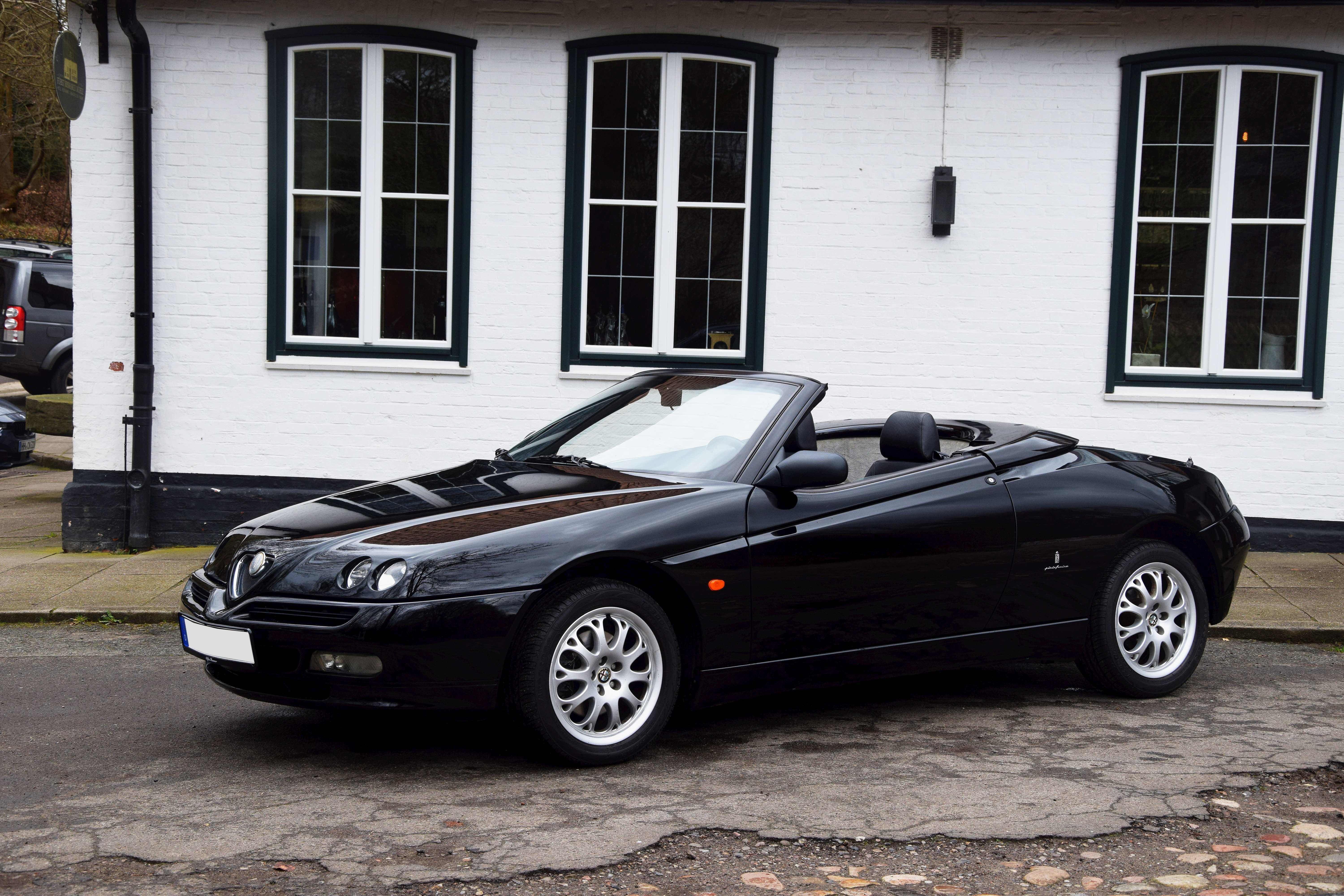
Alfa Romeo Spider Phase 2b (2003)

Im Mai 1998 erschien die erste überarbeitete Version des Tipo-916-Spider. Sie wird als Phase 2 bezeichnet. Äußerlich unterscheidet sich die Phase 2 nur durch kleine Designdetails von der ersten Baureihe; es wird vermutet, dass die Alfa-Stilisten zu dieser Zeit mit der Vorbereitung der Modelle 156 und 147 ausgelastet waren und keine Kapazitäten für tiefergehende Änderungen am Tipo 916 frei waren. Als äußeres Unterscheidungsmerkmal ist das – in den Dimensionen unveränderte – Scudetto nun chromumrandet und hat einen wabenförmigen Gittereinsatz aus schwarzem Kunststoff. Die seitlichen Schweller sind nun in Wagenfarbe lackiert. Im Innenraum wurden die Verkleidung der Mittelkonsole und das Arrangement einiger Schalter geändert. Das Dreispeichenlenkrad, das bislang nur bei den Sechszylindermodellen erhältlich gewesen war, wurde nun standardmäßig bei allen Spider eingebaut. Die Leistung des 2,0-Liter-Twin-Spark-Motors wurde auf 114 kW (155 PS) angehoben. Als neues Basismodell erschien der 1.8 TS mit einer Leistung von 106 kW (144 PS).
Im August 2000 änderte Alfa Romeo mit Blick auf die Einführung der Abgasnorm Euro 3 das Motorenprogramm des Spiders; die danach produzierten Spider werden als Phase 2b bezeichnet. Im Zuge dieser Änderungen entfielen der 1,8 Liter große Vierzylinder-Twin-Spark-Motor und der 2,0 Liter große Sechszylinder-V-Motor mit Turboaufladung. Außerdem ersetzte die Vierventil-Version des Busso-Sechszylinders die bisherige Ausführung mit zwei Ventilen pro Zylinder.

### Phase 3

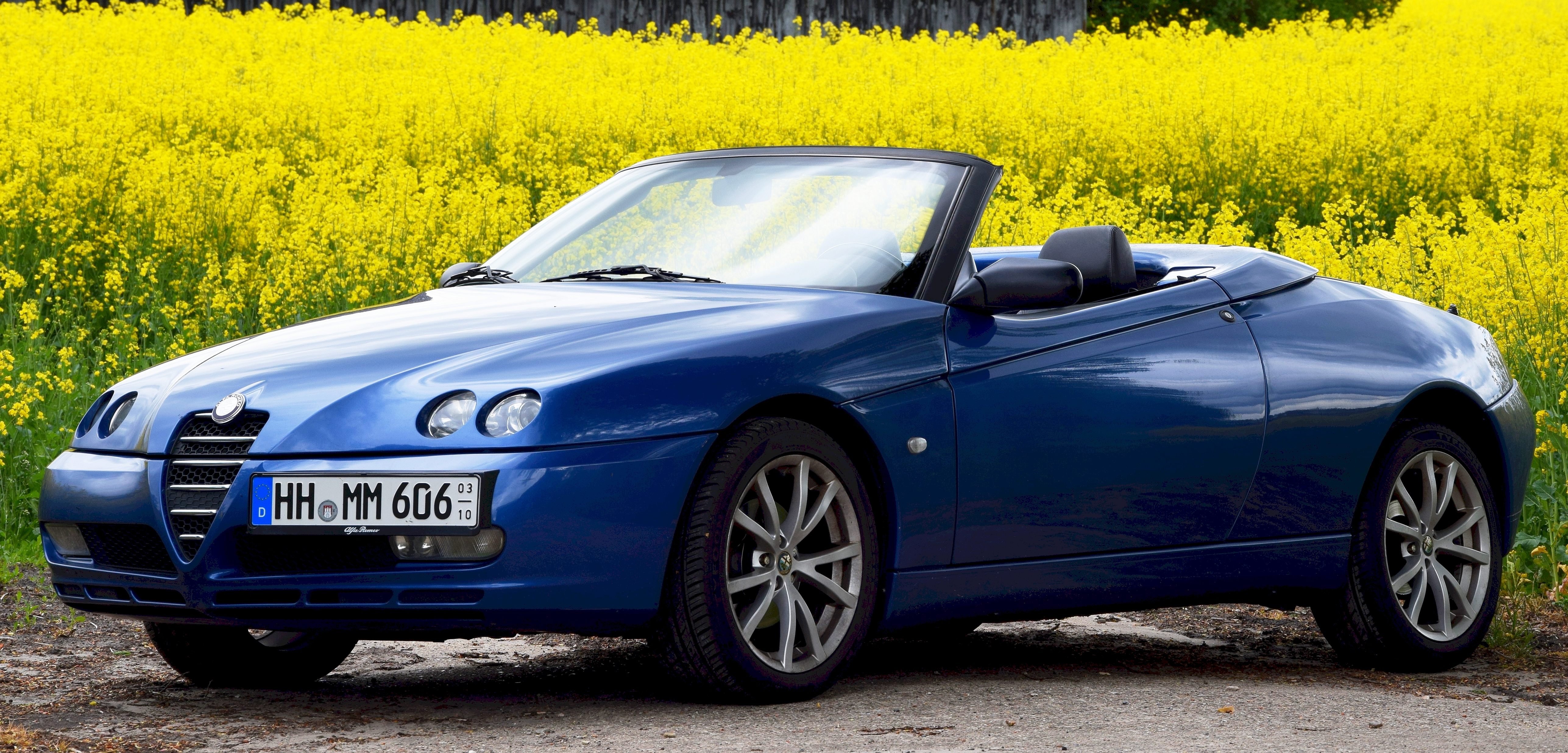
Alfa Romeo Spider 2.0 JTS Phase 3

Auf dem Genfer Auto-Salon im März 2003 debütierte die dritte Serie (Phase 3) des Spider 916; ab Mai 2003 waren die ersten Serienfahrzeuge lieferbar. Sie sollte die verbleibenden Monate bis zur Markteinführung des komplett neuen Spiders (Tipo 939) überbrücken, der sich zu dieser Zeit bereits in der Produktionsvorbereitung befand. Phase 3 umfasste bei generell unveränderter Gesamtkonzeption eine deutlich sichtbare Neugestaltung der Frontpartie, die wiederum bei Pininfarina entwickelt worden war, allerdings ohne Beteiligung Enrico Fumias. Stilistisch war Alfa Romeo bemüht, Familienähnlichkeit zum Kompaktwagen 147, zum Coupé GT und zur zweiten Version der Limousine 166 herzustellen. Das zeigt sich insbesondere bei der Gestaltung des Scudetto, das deutlich größer ausfällt und die Stoßstangenlinie komplett durchbricht. Das Kfz-Kennzeichen kann deshalb nicht mehr in der Mitte installiert werden, sondern ist auf die Fahrerseite der Stoßstange verschoben. Antriebsseitig ersetzte der vergrößerte 3,2-V6-24V-Motor den bisherigen 3,0-Liter-Sechszylindermotor. Der 2,0-Liter-Twin-Spark-Vierzylinder blieb im Programm und wurde um den gleich großen Motor mit Benzindirekteinspritzung (JTS) ergänzt. Beide Motoren hatten mit 114 kW (155 PS) bzw.122 kW (166 PS) ein sehr ähnliches Leistungsniveau, das jeweils eine Höchstgeschwindigkeit von 215 km/h ermöglichte. Dass annähernd zehnmal so viele Spider JTS verkauft wurden wie Twin Sparks, lag vor allem an der höherwertigen Ausstattung des JTS.

## Produktion
Die ersten vier Vorserien-Spider wurden im November 1993 gebaut, 1994 folgten etwa 60 Autos. Die Serienproduktion begann 1995.

### Produktionsorte

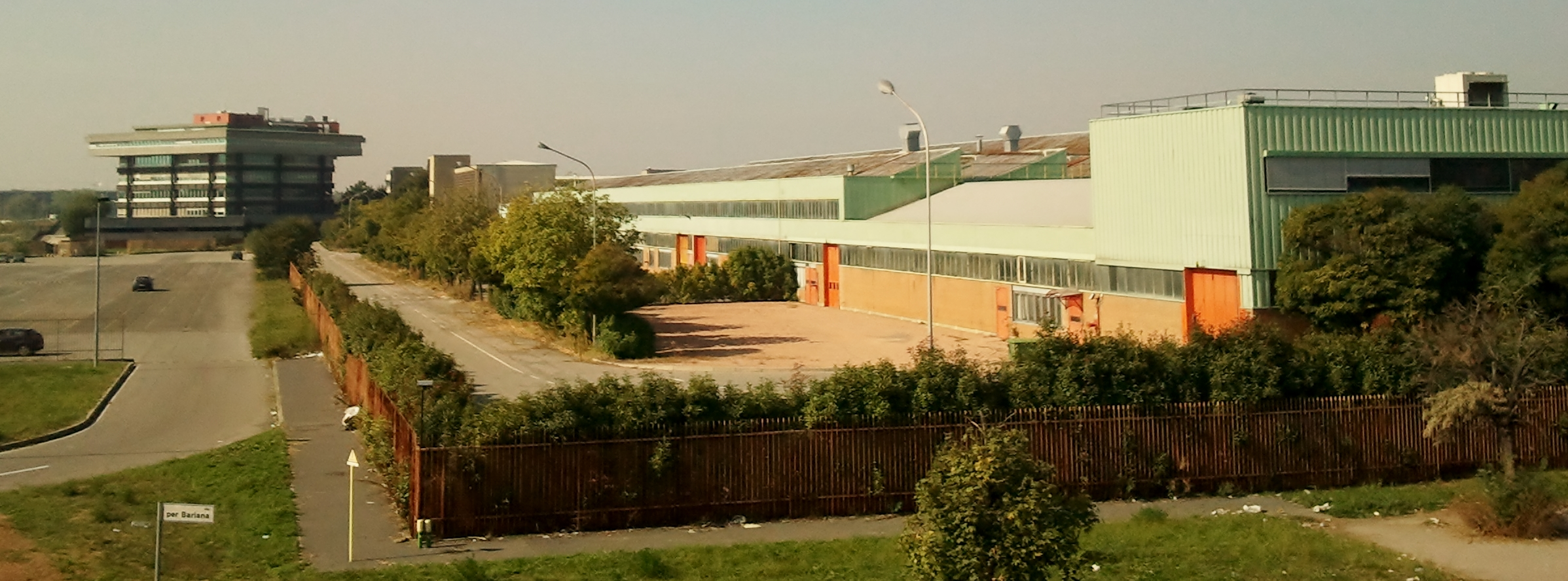
Alfa Romeos Stammwerk im Mailänder Vorort Arese

Bis zum Juli 2000 wurden alle Versionen des Spider 916 bei Alfa Romeo in Arese hergestellt. Der Tipo 916 war die letzte Baureihe, die in Alfas Stammwerk vor dessen Schließung gebaut wurde. Im Oktober 2000 verlagerte Fiat die Produktion zu Pininfarina, in dessen Werk in San Giorgio Canavese bei Turin die Autos bis zur Einstellung der Baureihe Ende 2004 zusammengebaut wurden. Die dort hergestellten Fahrzeuge haben neben einem Pininfarina-Schriftzug auch ein entsprechendes Wappen auf den hinteren Kotflügeln.
Seit Ende 1995 produzierte Alfa Romeo für Großbritannien und andere Märkte auch Ausführungen mit Rechtslenkung. Bis zur Auslieferung dieser Serienmodelle baute der britische Alfa-Romeo-Händler Bell & Colvill in West Horsley, Surrey, linksgelenkte Autos individuell auf Kundenwunsch um.

### Produktionsumfang
Von 1993 bis 2004 entstanden, alle drei Baureihen zusammengenommen, 38.891 Spider Tipo 916. Die Phase 3 ist die seltenste Baureihe. Die Produktion verteilt sich wie folgt auf die einzelnen Kalenderjahre:
| 3.0 12V   | 3,864  |
| 2.0 TS    | 28,013 |
| 2.0 V6 TB | 170    |
| 3.0 24V   | 1,322  |
| 1.8 TS    | 2,851  |
| 3.2 24V   | 551    |
| 2.0 JTS   | 2,120  |

## Konkurrenten
In der zeitgenössischen Motorpresse wurde der Spider 916 vielfach mit dem Audi TT, dem BMW Z3, dem Honda S2000 und dem Mazda MX-5 verglichen; einige britische Artikel stellten ihm auch den Lotus Elise gegenüber.

## Der Spider 916 in Literatur und Presse
„Besonders erfreulich ist, dass Alfa Romeo nicht – wie andere Marken – auf optischen Zierat aus der reichhaltigen Historie des Hauses zurückgegriffen hatte, sondern saubere, zeitlose Karosserien geschaffen hatte, die auch noch nach einem Jahrzehnt vor den Augen des Betrachters bestehen können.“